# Platymantis rhipiphalca
Platymantis rhipiphalca és una espècie de granota que viu a Papua Nova Guinea.